# Айо Дорион, Мари
Мари Айо Дорион Венье Тупен (англ. "Madame" Marie Aioe Dorion Venier Toupin) (ок. 1786 — 5 сентября 1850) — единственная женщина-участница сухопутной экспедиции, отправленной Тихоокеанской меховой компанией на Тихоокеанский Северо-Запад в 1810 году. Как и её первый муж Пьер Дорион-младший, она была метисом. Её мать была из народа Айова, а отец был франкоканадцем. Она была также известна как Мари Лагивуаз (Marie Laguivoise), имя, записанное в 1841 году в миссии Уилламетт и, по-видимому, вариация на имя Айауэз, позже переведённое как Айова.

## Миссури
Вполне вероятно, что Дорион и Сакагавея знали друг друга. Питер Старк отмечает сходство между двумя женщинами в своей книге «Астория»: обе женщины изначально жили в тогдашнем небольшом поселении Сент-Луис, и обе они были жёнами переводчиков в бурно развивающейся торговле мехом в Миссури.

## Тихоокеанский Северо-Запад
Её первый муж Пьер Дорион-младший был нанят Тихоокеанской меховой компанией, чтобы присоединиться к Уилсону Прайсу Ханту и его группе в сухопутной экспедиции в Форт Астория. Также присутствовали двое их маленьких мальчиков, которым, вероятно, было два и четыре года. Дорион родила ещё одного ребенка недалеко от того места, где сейчас находится Норд-Паудер, штат Орегон; ребёнок умер через несколько дней. Достигнув форта Астория, Дорион и её семья вернулись с отрядом охотников в район реки Снейк. Находясь на торговом посту в январе 1814 года, Дорион узнала от разведчика, что её муж и небольшая группа охотников вот-вот будут атакованы бандой банноков. Проехав три дня одна со своими двумя маленькими детьми, она нашла место нападения. Только один из охотников, Лекларк, был жив, и его увезли с этого места на лошади. Несмотря на то, что Дорион оказала Лекларку медицинскую помощь, он умер в тот же вечер.
Баннокские воины оставили несколько лошадей, и Дорион тут же отвела их обратно на небольшой пост по торговле мехами. Однако, добравшись до поста, она обнаружила, что несколько сотрудников были убиты и оскальпированы. При попытке добраться до другой безопасной станции по торговле мехом на Тихоокеанском Северо-Западе одна из двух лошадей Дорион упала в обморок в Голубых горах. Зимой она поддерживала двух своих младенцев в течение 50 дней. Дорион сделала ловушки из лошадиных грив, чтобы обеспечить свою семью мышами и белками. Она дополнительно коптила конину, собирала замороженные ягоды, а позже собирала внутреннюю часть деревьев, чтобы не дать своей семье голодать. Ближе к концу марта Дорион смогла продвинуться на запад, в конце концов достигнув деревни племени Валла-валла, измученная и лишённая еды. Руководство деревни оказало материальную поддержку и помогло ей вернуться в Форт Астория.
Дорион была замужем ещё дважды и у неё было ещё трое детей. Её вторым мужем был Луи Венье. Со своим третьим мужем, Жаном Тупеном, она поселилась недалеко от Сент-Луиса, штат Орегон, во Французской прерии. Именно здесь она стала известна как «Мадам» или «Мадам Айова». Один из двух её старших сыновей, Жан Батист, присоединился к Орегонским стрелкам и участвовал в войне с кайюсами.

## Смерть и память

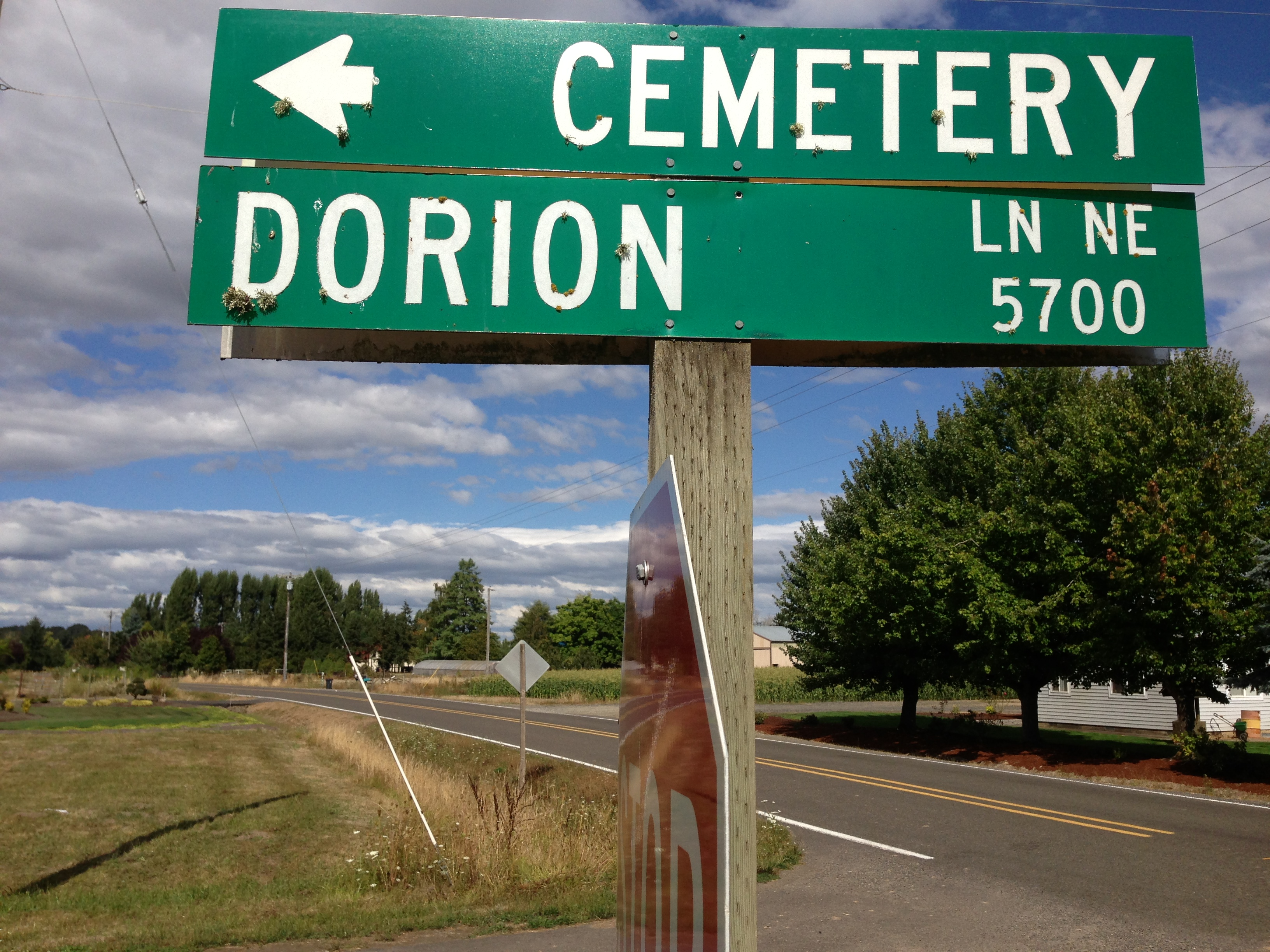
Дорион-лейн в Сент-Луисе, Орегон

После того, как Дорион Венье Тупен умерла 5 сентября 1850 года, она была похоронена в оригинальной бревенчатой католической церкви в Сент-Луисе. Когда церковь сгорела в 1880 году и построили нынешнюю церковь, местонахождение могилы Дорион было забыто и остаётся неизвестным по сей день. Только когда церковная книга была переведена с французского на английский язык через много лет после того, как первоначальная церковь сгорела, стало известно, что Дорион была похоронена там. Нет сведений о том, почему она удостоилась этой чести вместо того, чтобы быть похороненной на ближайшем кладбище, но церковное захоронение требует особого разрешения и, возможно, указывает на то, что Дорион была особенно набожной.
Среди мест, увековечивающих память Дорион, — два парка: Мемориальный парк мадам Дорион в устье реки Валла-валла недалеко от Валлулы, штат Вашингтон, и парк Мари Дорион, городской парк Милтон-Фриуотер, штат Орегон, у подножия Голубых гор. Общежитие Дорион-комплекс в Университете Восточного Орегона находится в Ла-Гранде. Рядом с Норт-Паудер есть табличка с указанием места, где она, вероятно, родила. Её имя также является одним из 158 имён людей, важных для истории Орегона, которые нарисованы в палатах Палаты представителей и Сенате Капитолия штата Орегон. Её имя находится в сенатской палате. В Сент-Луисе, штат Орегон, в её честь названа улица Дорион-лейн.
Писательница из Орегона Джейн Киркпатрик написала трилогию исторических романов «Нежные узы», основанную на жизни Дорион. Отдельные заголовки в серии: «Её собственное имя», «Каждая неподвижная звезда» и «Крепче нить».
10 мая 2014 года Дочери американской революции провели службу в католической церкви Сент-Луиса, посвящённую историческому памятнику в честь Дорион.

## Цитируемые работы
- Chandler, J. C. Hidden History of Portland, Oregon. — Charleston, S.C. : The History Press, 2013. — ISBN 978-1-62619-198-3.
- Morris, Larry E. The Perilous West: Seven Amazing Explorers and the Founding of the Oregon Trail. — Lanham, Maryland : Rowman and Littlefield, 2013. — ISBN 978-1-4422-1112-4.
- Shirley, Gayle C. More Than Petticoats: Remarkable Oregon Women. — Helena, Montana : Falcon Publishing, 1998. — ISBN 1-56044-668-4.